# Eileen Adelaide Bruce
Eileen Adelaide Bruce  (* 1905-1955) va ser una botànica anglesa.
Va exercir com a assistent i curadora del Reial Jardí Botànic de Kew fins a la seva mort. Va treballar extensament sobre la flora d'Àfrica, havent desenvolupat investigacions i exploracions in situ a Sud-àfrica de 1946 a 1952.

## Honors

### Epònims
Hi ha espècies que es nomenen en el seu honor:
- Brachystelma bruceae R.A.Dyer 1977 sinònim de Ceropegia bruceae (R.A.Dyer) Bruyns
- Kniphofia bruceae (Codd) Codd 1987
- Vernonia bruceae C.Jeffrey 1988

## Font
- Desmond, R. 1994. Dictionary of British & Irish Botanists & Horticulturists includins Plant Collectors, Flower Painters & Garden Designers. Taylor & Francis & The Natural History Museum, Londres.